# Ядерна програма КНР
Ядерна програма КНР — термін позначення комплексу ядерних технологій, освоєних КНР як в мирній (див. Атомна енергетика Китаю), так і у військовій (див. Ядерне озброєння Китаю) сферах.

## Громадянська ядерна програма
Першу атомну електростанцію КНР відкрито 8 лютого 1970.
На 2011 в КНР працювало 4 АЕС: Дейбейська АЕС, Ціньшанська АЕС, Тяньваньська АЕС та Лінг Ао з 11 ядерними реакторами. Крім того, 25 АЕС перебувають у стадії будівництва та ще 54 заплановано. Плани керівництва КНР — збільшити в енергетичному балансі країни питому вагу атомної енергії з нинішніх 1% до 6% до 2020.
Провідною науковою установою в галузі атомної енергетики в КНР є 728 інститут (зараз він називається Шанхайський інженерно-конструкторський інститут ядерних досліджень).

## Військова ядерна програма
Перше випробування атомної бомби КНР провела 16 жовтня 1964, увійшовши, таким чином, до Ядерного клубу. Перше термоядерне випробування (Ядерне випробування № 6) відбулося 17 червня 1967, було зроблено на полігоні Лобнор.
В даний час, за оцінками розвідуправління Міністерства оборони США, ядерний арсенал КНР може налічувати близько 400 боєголовок.
5 серпня 2022 заступник міністра оборони США з політичних питань Колін Кол заявив, що уряд Китаю перебуває у процесі збільшення свого ядерного арсеналу у 3-4 рази. Кол зазначив, що адміністрація президента США Джозефа Байдена раніше чула заяви КНР про намір обговорювати питання стратегічної стабільності, але у Вашингтоні «не бачать справжньої готовності Пекіна до такої роботи» і не хотіла б «сповзати» до конфлікту з КНР.